# ナガキパーマ
ナガキパーマは、日本のイラストレーター。秋田県出身。
日常のどうでもいいことを描く。目・鼻・口が特徴的で、一度見たら忘れられないと言われ、日常の共感できる話題ながらも、独特な視点で描かれるイラストに定評がある。2023年にはオリジナルキャラクター「かぶり生活」を誕生させ、社会人をテーマにしたストーリーを発信する。 

## 来歴
「ナガキパーマ」というペンネームは、実家の美容院の名前で、小さい頃から「ナガキパーマのお孫さん」と言われていたこと、またこの実家の美容院を母が継いだが、自分が継ぐことができないため、名前だけでも残したいという気持ちから決定された。
物心ついた時から、絵やオリジナル漫画を描いていた。プロを目指していたわけではなかったが、2014年就職活動中に「ポストカード」を趣味で制作したり、前から書き綴っていた「どうでもいいこと」を、SNS(インスタグラム)用にイラストを付けて発信したところ、思わぬ反響があり、一度就職するも8か月で退職しアーティスト活動を始める。その後、全国の手作りショップやポップアップにて、活動を広げる。2023年原宿ラフォーレでのPOP UPの大盛況を経て、2024年ナガキパーマ活動10周年記念イベント「PERM TEN」を成功させる。
また2023年、オリジナルキャラクター「かぶり生活」を誕生させる。この「かぶり生活」のメインキャラクターの「アヒル」は以前から描いていた人気のキャラクターで、その当時は「白鳥」と呼んでいた。また「もうふ」はナガキパーマの愛犬で、サモエド犬である。 

## 人物
- 物心がついた時からずっと絵を描くのが好きで、幼稚園のころには既にオリジナルキャラクターの漫画を描いていた。
- イラストレーターになったきっかけは、先にノートにどうでもいいことを書き綴っており、それにSNS用にイラストを付けたことがきっかけ。
- イラストの目・鼻・口が特徴的で、どこか懐かしい。
- 自身のルーツとして、100％ORANGE、五月女ケイ子を挙げる。
- この世で一番苦手名ものは、カラスと答える。
- 影響を受けたアーティストは、元JUDY AND MARYのYUKI、アートディレクターの吉田ユニなどを挙げる。

## 作品を採用している企業・商品
- 株式会社真誠　60TH MOVIE「ごまクイズ　ぼくのことしってる？」「ぼくだれだとおもう？」 - 2021年文部科学大臣賞受賞
- くらしのマーケット